# Weißer Anis-Champignon
Der Weiße Anis-Champignon (Agaricus arvensis, Syn.: Psalliota arvensis) ist eine Pilzart aus der Familie der Champignonverwandten. Weitere Namen sind Schaf-Egerling, Gemeiner Anis-Egerling und Schaf-Champignon. Die Art ist als Speisepilz beliebt. Sein Fleisch riecht nach Anis.

## Merkmale

### Makroskopische Merkmale
Der Stiel des Fruchtkörpers ist von selber Farbe wie der Hut. Er ist zur Basis hin etwas verdickend, jedoch nicht abgesetzt. Der Ring ist kräftig, 2-schuppig und oft flockig aufgelöst. Der Stiel wird 5–15 cm hoch und durchmisst 1–3 cm. Der fleischige Hut ist zunächst kugelig dann schwach gewölbt. Die Farbe ist weiß bis cremefarben, am Scheitel schmutzig-gelblich. Die Oberfläche ist glatt bis leicht flockig-feinschuppig. Er durchmisst 8–15 cm. Die Lamellen sind beim jungen Pilz weißlich, sie verfärben sich dann über weißlich-grau oder weißlich mit rosafarbenem Beiton, dann rötlich-grau nach schwarzbraun. Cheilozystiden sind vorhanden.

### Mikroskopische Merkmale
Die purpur-braunen Sporen sind eiförmig und messen 6–8 × 4,5–5,5 Mikrometer groß.

## Artabgrenzung
Der Weiße Anis-Champignon sieht dem giftigen und ungenießbaren Karbol-Champignon (Agaricus xanthodermus) sehr ähnlich. Während die erstgenannte Art einen Anisgeruch aufweist, riecht der Doppelgänger unangenehm nach Karbol. Darüber hinaus verfärbt sich die Stielbasis des Karbol-Champignons im Anschnitt chromgelb, der Weiße Anis-Champignon gilbt hingegen deutlich weniger intensiv. Außerdem ist eine Verwechslung mit dem tödlich giftigen Frühlings-Knollenblätterpilz (Amanita verna) möglich. Im Gegensatz zu Champignons steckt dieser jedoch in einer lapprigen Scheide und seine Lamellen sind stets rein weiß.
Der Weiße Anis-Champignon ist nur mikroskopisch sicher von ähnlichen Arten wie dem Rundsporigen (Agaricus osecanus) und dem Großsporigen Anis-Champignon (Agaricus urinascens) zu unterscheiden. Sie sind ebenfalls essbar, besonders Letzterer reichert aber besonders hohe Mengen des Schwermetalls Cadmium an und sollte, wenn überhaupt, nur in sehr geringen Mengen als Speisepilz gesammelt werden.

## Ökologie

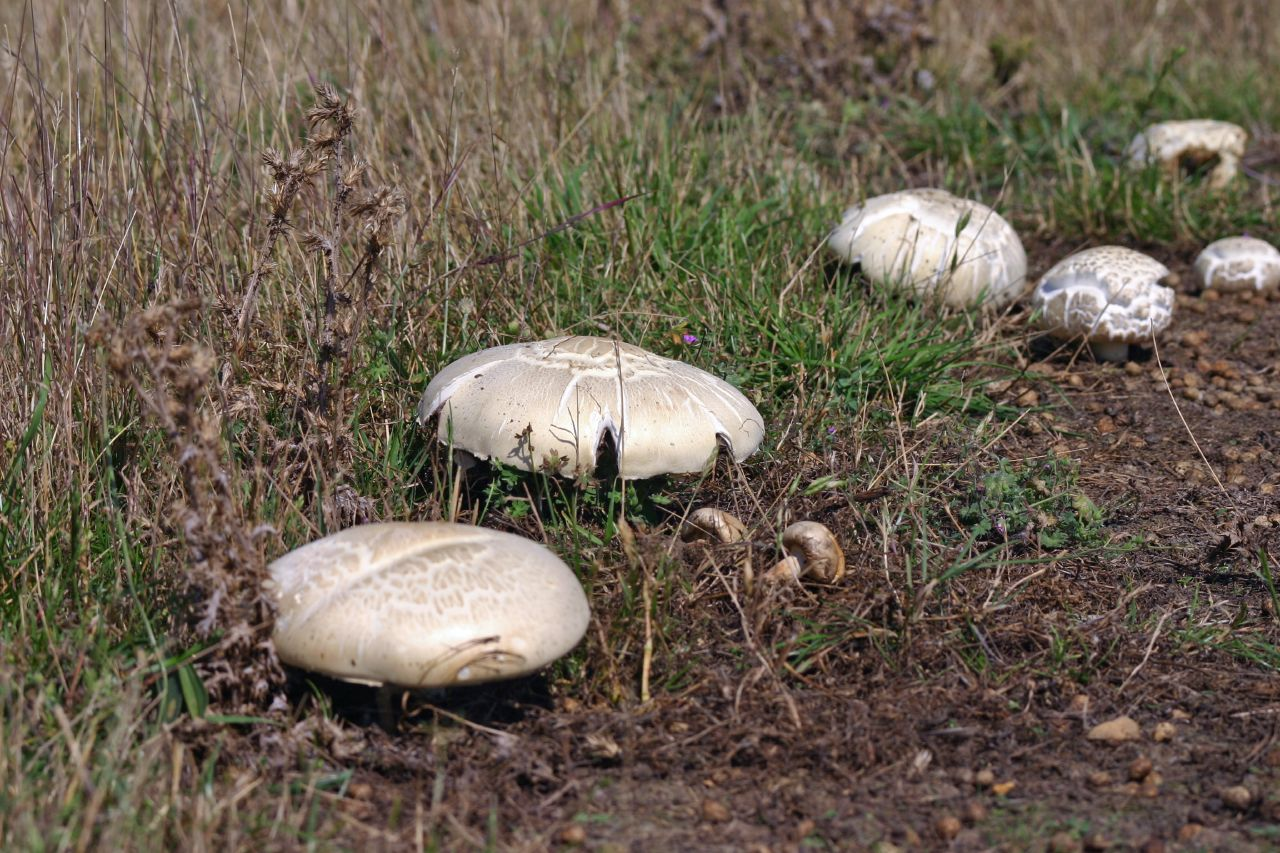
Der Weiße Anis-Champignon wächst gerne auf Viehweiden.

Der Weiße Anis-Champignon ist ein saprobiontischer Bodenbewohner, er wächst auf Wiesen oder Viehweiden, in Parkanlagen und Gärten, auf Sanddünen und unter Gebüsche, findet sich jedoch nie in Wäldern. Er wächst in typischen Hexenringen, die ein jährliches Durchmesserwachstum zwischen 40 und 50 Zentimeter aufweisen. Untersuchungen an Hexenringen aus Weißen Anis-Champignons zeigen, dass sie Einfluss auf das Graswachstum (Untersucht an Rotem Straußgras (Agrostis capillaris)) haben. So gibt es drei Zonen: eine äußere Zone, in der das Graswachstum stimuliert wird, eine mittlere, in der kaum Graswachstum stattfindet und eine innere Zone mit stark stimuliertem Graswachstum. Die Art ist vergleichsweise resistent gegen die Larven von Buckelfliegen der Gattung Megaselia, die andere Arten der Gattung regelmäßig befallen.

## Verbreitung
Die Art ist weltweit in den gemäßigten Zonen verbreitet. In Europa und Nordamerika ist die Art häufig, in Asien, Australien und Neuseeland weit verbreitet. Im Norden reicht das Verbreitungsgebiet bis Grönland.

## Systematik
Die Art wurde im Jahr 1762 von Jacob Christian Schäffer anhand eines bayrischen Typusexemplars erstbeschrieben. Er wählte das Artepipheton arvensis (lateinisch arvum = das Ackerland) auf Grund des üblichen Habitats. Innerhalb der Gattung der Champignons (Agaricus) steht der Weiße Anis-Champignon in der Sektion Arvenses, Untersektion Arvenses, deren Typusart er ist.
Eine molekularbiologische Untersuchung aus dem Jahr 2004 ergab als nächste Verwandten der Art den Rissigschuppigen Egerling (Agaricus fissuratus), den Schiefknolligen Anis-Egerling (Agaricus essettei), den Rundsporigen Egerling (Agaricus osecanus), den Großsporigen Egerling (Agaricus urinascens), den Dünnfleischigen Anis-Champignon (Agaricus silvicola) und den Brasilianischen Mandel-Egerling (Agaricus subrufescens).

## Bedeutung
Der Weiße Anis-Champignon ist wohlschmeckend und ein beliebter Speisepilz. Üblicherweise wird er wild wachsend gesammelt, er lässt sich aber auch auf kompostiertem Pferdemist kultivieren. Der kommerzielle Umfang solcher Kulturen ist jedoch gering.
Wie alle Anis-Champignons reichert der Weiße Anis-Champignon Schwermetalle wie Cadmium an und sollte nur in Maßen zum Verzehr gesammelt werden.